# São Bento do Sul
São Bento do Sul é um município brasileiro localizado no Planalto Norte do estado de Santa Catarina. Sua população é de  86 317 habitantes, conforme estimativa do IBGE publicada em agosto de 2021. A distância rodoviária até a Florianópolis, capital administrativa estadual, é de 250 quilômetros.

## História

### Antes da colonização europeia

#### Cabeza de Vaca
Acredita-se que os primeiros europeus que pisaram na área do atual município de São Bento do Sul foram o conquistador espanhol Álvar Núñez Cabeza de Vaca e seus 250 homens, os quais, no ano de 1541, ao partir numa expedição a pé e a cavalo da Ilha de Santa Catarina com destino a Assunção, cruzaram a região.

#### Presença indígena
A região correspondente ao município de São Bento do Sul era regularmente frequentada nos séculos XVIII e XIX por grupos de indígenas nômades da etnia Xokleng, também conhecidos como "botocudos" ou "bugres", os quais eram filiados ao grupo Kain-gang e ao macro-grupo Jê.

#### Paranaenses
Pouco antes do início da colonização europeia, a região de São Bento do Sul já era habitada por algumas famílias vindas do Paraná, como a de Francisco Antônio Maximiano (o popular "Chico David") e a de Antônio dos Santos Siqueira, os quais apresentaram títulos de posse emitidos em seus estados de origem. Como eles habitavam áreas também destinadas aos imigrantes, diversos litígios quanto à legítima propriedade de suas terras aconteceriam na década de 1870.

### Fundação
A história de São Bento do Sul está ligada à da Colônia Dona Francisca, empreendimento privado promovido pela Sociedade Colonizadora de 1849, em Hamburgo (Kolonisationsverein von 1849, Hamburg), organizada na cidade portuária homônima, na Alemanha. Da Colônia Dona Francisca evoluíram algumas extensões, a primeira dessas localizada nas margens do Rio São Bento, que evoluiu mais tarde para o município.
Uma de suas figuras mais importentes foi Carl August Wunderwald, pioneiro agrimensor da Sociedade Colonizadora que explorou a região e concebeu a Estrada da Serra, hoje Estrada Dona Francisca.
Inicialmente, a direção da Colônia Dona Francisca havia tentado estabelecer um núcleo na localidade de São Miguel, em Campo Alegre, mas logo se verificou que as terras na região eram inférteis, de modo que os planos de uma nova colônia foram transferidos para o planalto, às margens do Rio São Bento.
Lotes foram demarcados naquela região e, em setembro de 1873, partiram da atual cidade de Joinville setenta imigrantes destinado a iniciar a nova colonização. Chegaram à sede da colônia, local da atual Praça Jardim dos Imigrantes, no dia 22 de setembro, mas seria apenas no dia seguinte que iniciaram o trabalho de preparação dos lotes recebidos.
Por meio de um sistema de cooperação mútua, os imigrantes derrubaram as matas, iniciaram as suas casas e prepararam as suas primeiras roças. Depois de algumas semanas de trabalho, puderam trazer as esposas e crianças que haviam ficado em Joinville. Como forma de se sustentar, os homens se empregaram então na construção da Estrada Dona Francisca.

### Composição étnica
Os imigrantes que povoaram São Bento do Sul eram, majoritariamente, oriundos de localidades na Boêmia, na Pomerânia e na Polônia. Os imigrantes boêmios eram a maioria entre os católicos, sendo quase todos de etnia germânica e provenientes da região conhecida como Böhmerwald, na fronteira com a Baviera (alguns, inclusive, vinham do lado bávaro), e também do Reichenberg, no norte da Boêmia.
Depois dos boêmios, o principal grupo étnico entre os católicos era o dos poloneses, vindos da Galícia e da Prússia Ocidental, que habitavam lugares como Rio Vermelho e Rio Natal.
Os pomeranos, por sua vez, constituíam a maioria dos imigrantes que professavam a fé luterana em São Bento. Também houve imigrantes da Silésia, da Saxônia e, em menor número, da Vestfália, da Renânia, do Tirol, da Alsácia, da Turíngia, de Brandemburgo, de Mecklenburgo, de Hamburgo e mesmo da Dinamarca.
A esses imigrantes se somava um expressivo contingente de brasileiros, sobretudo paranaenses, alguns deles já habitando a região antes mesmo da chegada dos europeus. A maioria desses brasileiros tinha como origem São José dos Pinhais, mas também havia outros da Lapa, de Curitiba, de Campo Largo, de Araucária e de Rio Negro, além de catarinenses de São Francisco do Sul. Entre os brasileiros mais abastados, havia também aqueles que eram proprietários de escravos.

## Economia
A economia da cidade é essencialmente conduzida por empresas de grande porte, como as empresas Tuper (fabricação de metalúrgicos), Oxford (cerâmica), Buddemeyer (têxtil), Condor (escovas) e Rudnick (moveis). Além de ter um grande setor moveleiro, que respondia pela maior parte das exportações desse setor no Brasil. Desde 2005, com a volatilidade cambial e com o aumento da concorrência internacional, sobretudo dos países asiáticos, o setor moveleiro vem perdendo espaço na participação da produção industrial da cidade. Isso foi acentuado após a crise no mercado internacional iniciada em 2008. Ademais, houve alto crescimento dos outros setores industriais predominantes na economia local, com destaque para os setores metal-mecânico, plástico, cerâmico e têxtil.
As exportações do município em 2010 foram de aproximadamente US$140 milhões, cujo destino principal é o mercado europeu, com aproximadamente 50% das vendas. Os móveis e produtos relacionados são o principal produto de exportação da cidade, correspondendo no último ano a mais de 80% das exportações são-bentenses, de acordo com dados do Ministério do Desenvolvimento, Indústria e Comércio Exterior.[carece de fontes?]

## Infraestrutura
Transporte
Possui sistema integrado de transporte municipal, com 4 terminais (Centro, Serra Alta, Oxford e Centenário), operado pela empresa Coletivos Rainha Ltda.[carece de fontes?]

## Geografia
Localizada no planalto Norte de Santa Catarina, limita-se diretamente com os municípios de Rio Negrinho a oeste, Jaraguá do Sul a sudeste, Corupá a sul e sudeste, Campo Alegre a nordeste e o estado do Paraná a noroeste.
A altitude em relação ao nível do mar é de 838,39 metros no centro da cidade, de acordo com a RN (referência de nível) do Instituto Brasileiro de Geografia e Estatística (IBGE) localizado na Praça Jardim dos Imigrantes (antiga Getúlio Vargas).
A altitude máxima nos limites do município é de 1110 metros, localizada a 049º15’W e 26º17’S, próximo às nascentes dos rios Natal, da Vargem e do denominado Ribeirão da Pedra Alta, na localidade de Rio Vermelho (Bechelbronn), de acordo com o levantamento planaltimétrico da Força Aérea Americana, de 1966, constante no mapa 2869/3 do IBGE.
A menor altitude registrada no mesmo mapa  é de 100 metros no nível e às margens do rio Humboldt, na localidade de Bompland, divisa entre São Bento do Sul e Corupá, coordenadas 049º15’W e 26º23’S.[carece de fontes?]

### Clima
O clima é ameno e distribuição de chuvas irregular durante o ano, com registros pluviométricos médios de 1200 / 1600mm de precipitação anual, o déficit hídrico é nulo. Apesar da isoterma ser relativamente baixa  (16,3 °C  como média anual), as temperaturas absolutas apresentam grandes contrastes pois chegam a ultrapassar 35 °C positivos no verão no chamado Vale do Rio Natal, descendo a 5 °C negativos nos campos altos do planalto no inverno, predominando, no entanto, valores médios entre 17 e 23 °C durante o dia, na maior parte do ano.

### Geomorfologia
A característica geográfica é de terreno extremamente acidentado, o que dificulta sobremaneira a prática da agricultura extensiva a grandes áreas, o que acabou por direcionar a economia do município ao modelo de atividade industrial, mas por outro lado com grande potencial para as práticas de lazer ecológico.

### Meio ambiente
O município localiza-se em uma região de transição entre o complexo da Mata Atlântica, nas encostas da Serra do Mar e os campos de floresta sub-tropical de araucárias,  tornando sua flora e fauna muito rica em número e variedade de espécies.
A Mata Atlântica ou tropical de encosta, denominada Floresta Ombrófila Densa,  é uma mata higrófila (que gosta de água) latifoliada (plantas de diversas espécies) que possui muitas espécies de árvores como cedro, embaúba, peroba, etc. além de palmitos e outros vegetais como xaxins, cipós, bromélias, musgos, etc. É dominante originalmente nos vales dos rios Natal, Humboldt e Floresta, enquanto no planalto se confunde com a mata de Araucárias formando o que se denomina Floresta Ombrófila Mista, de Araucária e latifoliada, com ocorrência de alguns campos submontanos, caracteriza-se claramente uma zona de transição. Esses campos foram predominantes até tempos muito recentes, coisa de poucas centenas de anos, entre São Bento do Sul e Mafra. Essa formação vegetativa compreendia uma área que os geólogos denominam Formação Mafra e Formação Serra Alta do Grupo Geológico Itararé. Com a interferência humana advinda da colonização europeia, esses campos perderam muito de suas características ao serem substituídos pela agricultura, pecuária e mais recentemente por reflorestamentos.[carece de fontes?]

### Geologia
A formação geológica da região do planalto de São Bento do Sul vai de  pré-cambriana (de idade incerta correspondente até  3/4 dos tempos geológicos em que se formaram as rochas e o chamado complexo cristalino brasileiro) até zonas de formação na era cenozóica de existência bem mais recente (a partir de formações  do período carbonífero até o terciário e quaternário que ocorreu “apenas” entre 60 e 70 milhões de anos atrás). Esta era geológica corresponde aos tempos da origem da Serra do Mar, submersão da faixa litorânea e no falhamento da borda oriental do continente sul-americano; compreende a região de  Rio Natal, Bechelbronn, Bonpland, Floresta e Ano Bom.
A grande exuberância geológica e paisagística da Serra do Mar  na região de São Bento do Sul é consequência deste falhamento. Os períodos quaternários recentes correspondem à formação dos sedimentos de várzeas (ex. Rio Banhados) e das planícies de inundação dos rios formando as bacias hidrográficas. Os depósitos de sedimentos fluviolacustres da bacia oriental secundária sul rios que correm diretamente para o Atlântico pela Serra do Mar (ex. rios Humboldt, Natal etc.) também são considerados quaternários.[carece de fontes?]